# Земунска тврђава
Земунска тврђава потиче из раног средњег века (извори је помињу већ у IX веку) и смештена је на данашњем Гардошу. Од некадашњег утврђења се очувала само четвороугаона цитадела, у чијем средишту је 1896. године подигнута тзв. Миленијумска кула, данас познатија као Кула Сибињанин Јанка.

## Опис
Земунско утврђење се први пут помиње у IX веку, а крајем XI века је страдало под налетом крсташа Првог крсташког похода. Током прве половине XII века, често се помиње у вези са византијско-мађарским ратовима, а византијски хроничар Јован Кинам наводи да су Мађари 1127. године заузели Београдску тврђаву и од њеног камења подигли Земунски Град. Касније је Манојло I Комнин (1143—1180) заузео Земун и разрушио га (1151), а његово камење је пренео преко Саве и обновио Београд. Османлије су тврђаву разориле 1397. године, када и оближњу Београдску тврђаву. Земун је 1411. године мађарски краљ Жигмунд Луксембуршки (1387—1437) дао деспоту Стефану Лазаревићу (кнез 1389—1403, деспот 1403—1427), 1441. године је предат Ђурђу Бранковићу (1427—1456), а у њему је 11.08.1456. године, од последица рана задобијених током одбране Београда, преминуо Јанош Хуњади (Сибињанин Јанко). У склопу напада на Београд 1521. године, Османлије су опселе и Земун, који је заузет 12.07. после јаког отпора који су пружили његови браниоци предвођени Марком Скоблићем. Само утврђење се помиње 1609. године, а током XVIII века је већ било у рушевинама.
Данас је од некадашње утврђења очувана квадратна цитадела, смештена на крају велике лесне заравни изнад Дунава. Приближне дужина њених страница, са кулама, износи око 45 метара. У сваком од четири темена цитаделе, окренута ка странама света, налазе се остаци великих кружних кула.

## Галерија
- Изглед остатака округле куле гардошке цитаделе
- Изглед остатака јужне округле куле гардошке цитаделе
- Изглед са Гробљанске улице
- Изглед са земунске стране
- Декоративно осветљена
- Остаци бедема
- Остаци бедема
- Остаци бедема
- Остаци бедема
- Панорама са куле